# Craspedosis chrysopyga
Craspedosis chrysopyga là một loài bướm đêm trong họ Geometridae.